# İctimai Televiziya və Radio Yayımları Şirkəti
İctimai Televiziya və Radio Yayımları Şirkəti, ou İTV (em português: Companhia de Rádiodifusão Pública de Televisão e Rádio), é um canal público de televisão no Azerbaijão. A emissora tornou-se membro da EBU em 5 de Julho de 2007, o que lhe deu direito a participar Festival Eurovisão da Canção, juntando-se aos seus vizinhos do Cáucaso Geórgia e Arménia.
A İTV é a única emissora na Eurovisão que não tem fontes de verbas estatais ou é de propriedade do Estado. O canal nacional de televisão do Azerbaijão, a AzTV, também tentou ser membro da EBU em 2007, mas foi impedida, devido às suas relações com o Governo.

Em 2 de fevereiro de 2009 foi anunciado que a İctimai Television seria a sede do Festival de Dança da Eurovisão de 2010 em Baku.Entretanto,a EBU cancelou o projeto devido a falta de países interessados
Após a vitória do Azerbaijão no  Festival da Canção da Eurovisão de 2011,a ÍTV será a emissora produtora do evento em 2012.